# Tisza be-Aw
Tisza be Aw (hebr. תשעה באב – dziewiąty dzień miesiąca aw) – święto upamiętniające rocznicę zburzenia Pierwszej i Drugiej Świątyni Jerozolimskiej i jest uważany za najsmutniejszy dzień w żydowskim kalendarzu. Według kalendarza żydowskiego przypada ono w lipcu lub w pierwszej połowie sierpnia.
Tisza be-Aw poprzedzone jest trzema tygodniami (Trzy Tygodnie) pokuty (postu), w których (podobnie jak w czasie omer) nie organizuje się żadnych zabaw, nie wolno słuchać muzyki, należy powstrzymać się od jedzenia mięsa i picia wina. Istnieje też zakaz strzyżenia włosów i bród oraz udzielania ślubów. Od pierwszego dnia aw, a więc na dziewięć dni przed świętem, zdejmuje się parochet znad aron ha-kodesz; także zwoje Tory pozbawia się wszelkich ozdób i dekoracji. Szabat, który przypada w tym okresie, też nosi piętno smutku. Przyjęło się, że hymn Lecha Dodi, śpiewany na powitanie szabatu, śpiewa się w tonacji molowej, a w trakcie nabożeństwa odczytuje się Treny Jeremiasza. W przeddzień święta nastrój pokuty jeszcze się pogłębia.
Jest to święto żałoby, w trakcie którego obowiązuje ścisły, całodobowy post trwający od zmierzchu do wieczora dnia następnego. Podobnie jak w Jom Kipur nie wolno ani się posilać, ani gasić pragnienia. Zakazane jest też mycie się (tylko końce palców mogą być obmywane), płukanie ust, używanie kosmetyków, noszenie nowej odzieży i skórzanego obuwia. W tym wyjątkowym dniu zabronione są wszelkie przyjemności i działania dające radość. Zakaz ten rozciągnięto nawet na studiowanie i komentowanie Tory, gdyż zgodnie z zasadami wiary jest ono „słodyczą duszy”. Przed zapadnięciem zmroku podaje się ostatni przed postem posiłek seuda mafseket. W tradycji aszkenazyjskiej przyjęło się, że jest to jajko na twardo posypane popiołem na znak żałoby. Potem należy zdjąć obuwie i usiąść na podłodze. Przez całą następną dobę nie korzysta się z krzeseł ani foteli, siada się albo wprost na ziemi, albo na siedziskach niedających wygody – niskich taboretach, ławkach itp. Do codziennie odmawianej modlitwy Szmone esre (Osiemnaście błogosławieństw) dodawana jest modlitwa pokutna: „Wysłuchaj nas, Boże, wysłuchaj w dzień naszego postu i naszej pokuty. Jesteśmy bowiem w wielkiej niedoli. Nakłoń się do płaczu naszego i w łaskawości swojej bądź gotów przynieść nam pociechę [...]” W czasie nabożeństwa porannego odmawia się modlitwy pokutne slichot, fragmenty Księgi Hioba, Treny Jeremiasza. Mężczyźni nie zakładają tałesów ani tefilin, a kantor śpiewa lamentacje siedząc na schodach prowadzących do aron ha-kodesz. Synagoga tonie w ciemnościach – gdy zapada mrok uniemożliwiający czytanie modlitw, zapala się tylko niezbędne do tego małe lampki.
Po odniesieniu Tory do aron ha-kodesz następuje chóralne śpiewanie kinot, czyli pieśni żałobnych i pokutnych.
Zakończenie obchodów tego święta niesie już elementy nadziei – zawiesza się parochet i okrycia pulpitów, stopniowo zapala się lampy, mężczyźni zakładają szale modlitewne oraz tefilin i recytują modlitwy błagające o pociechę dla Syjonu, odbudowę Świątyni i powrót do Jerozolimy. Następny po Tisza be-Aw szabat nosi nazwę Szabat Nachamu od haftary na ten dzień, zaczynającej się od słów: „Pocieszcie się, pocieszcie, ludu mój”, co jest odczytywane jako wiara w łaskę Boga i Jego zmiłowanie nad ludem Izraela.
Według rabinów z nurtu chasydzkiego, święto Tisza be-Aw jest świętem smutnym, ale zapowiada radość przekraczającą wszelkie oczekiwania. Według Jehudy Lejba Schapiro, dziekana Kolegium Rabinistycznego Jesziwy Gedoli (Yeshiva Gedola Rabbinical College) w Greater Miami, to, co stare musiało zostać zniszczone, aby dać miejsce budowie Nowej Świątyni Mesjasza i przyszłemu objawieniu Ha-Szem, które przewyższy wszystko, co jest znane do tej pory. Będzie to święto objawienia się Mesjasza. Wydarzenie zniszczenia Drugiej Świątyni przez Rzymian w 70 r. n.e. i późniejsze czasy wygnania, które trwają do dziś oznaczały tak naprawdę początek budowy epoki mesjańskiej. Dlatego to, co dziś jest bolesnym wspomnieniem, kiedyś przekształci się w największe święto.